# Deborah Font Jiménez
Deborah Font Jiménez (nascida em 6 de setembro de 1985) é uma nadadora espanhola, campeã paralímpica em Sydney 2000 ao vencer a prova dos 100 metros costas da classe SB12.

## Carreira
Representou a Espanha em quatro edições dos Jogos Paralímpicos — Sydney 2000, Atenas 2004, Pequim 2008 e Londres 2012. Foi medalha de ouro no Campeonato Mundial de 2006 e europeu de 2014.